# 希腊学
希腊学（Hellenic studies）或希腊研究，是一个跨学科的学术领域，专注于后古典希腊的语言、文学、历史和政治，包括拜占庭、奥斯曼和现代希腊的历史和政治历史、希腊的现代转型以及文学艺术传统。

## 学位设置
- 布朗大学现代希腊学委员会赞助古典学系希腊语言教学，始于1972年。现代希腊文学和历史教学始于1995年。[1]
- 哥伦比亚大学提供希腊学以及现代希腊和希腊侨民研究的本科课程，鼓励学生到希腊留学，以继续他们的学术研究和专业工作。[2]
- 佛罗里达大学希腊学中心汇集了各种课程和项目，涉及希腊的过去和现在，以促进希腊文明的价值观并协助当地公民与希腊互动。[3]
- 印第安纳波利斯大学希腊学办公室提供留学项目。[4]
- 纽约大学的希腊学专业（Alexander S. Onassis Program in Hellenic Studies）[5] 以及对后古典希腊的语言、文学、历史和政治的跨学科理解。